# Hohen Sprenz
Hohen Sprenz ist eine Gemeinde im Landkreis Rostock in Mecklenburg-Vorpommern (Deutschland). Die Gemeinde wird vom Amt Laage mit Sitz in der gleichnamigen Stadt verwaltet.

## Geografie
Die Gemeinde Hohen Sprenz liegt zwischen den Städten Schwaan und Laage, etwa 22 km von Rostock entfernt. Das Gebiet wird durch eine hügelige Grundmoränenlandschaft bestimmt, die von den Urstromtälern der Warnow (im Westen) und der Recknitz (im Osten) begrenzt wird. Eingebettet in diese Hügel sind unter anderem der ca. 2 km² große Hohen Sprenzer See und der kleinere Papensee. Durch das Gemeindegebiet fließt der Mühlbach, der nach Süden zur Nebel entwässert. Die Gemeinde Hohen Sprenz grenzt im Westen an das Amt Schwaan.
Umgeben wird Hohen Sprenz von den Nachbargemeinden Dolgen am See im Nordosten, Laage im Südosten, Mistorf im Süden, Rukieten im Westen sowie Wiendorf im Nordwesten.
Hohen Sprenz und die Ortsteile Dudinghausen, Klein Sprenz und Woland gruppieren sich um den Hohen Sprenzer See.

## Geschichte
1270 taucht der Name des Ortes Hohen Sprenz erstmals urkundlich auf, zu diesem Zeitpunkt stand die Kirche schon fast 50 Jahre.
Am 1. Juli 1950 wurden die bisher eigenständigen Gemeinden Dudinghausen und Klein Sprenz eingegliedert.

## Politik

### Gemeindevertretung und Bürgermeister
Der Gemeinderat besteht (inkl. Bürgermeister) aus 8 Mitgliedern. Die Wahl zum Gemeinderat am 26. Mai 2019 hatte folgende Ergebnisse:
| Partei/Bewerber          | Prozent | Sitze |
| ------------------------ | ------- | ----- |
| CDU                      | 67,60   | 5     |
| Einzelbewerber Stenzel   | 9,53    | 1     |
| Einzelbewerber Juckel    | 9,28    | 1     |
| Einzelbewerberin Affeldt | 8,89    | 1     |

Bürgermeister der Gemeinde ist Thomas Rosenstiel (CDU), er wurde mit 85,45 % der Stimmen gewählt.

### Wappen und Flagge
Das Wappen wurde von Helmut Otte (Bürgermeister der Gemeinde Hohen Sprenz von 2004 bis 2009) gestaltet und am 19. Juni 2009 vom Innenministerium Mecklenburg-Vorpommern genehmigt. Gleichzeitig wurde die von Helmut Otte entwickelte  blau-weiße quergestreifte Flagge mit dem Wappen der Gemeinde Hohen Sprenz genehmigt.    
Blasonierung: „In Silber eine eingebogene blaue Spitze, belegt mit drei (2:1) nach rechts gewendeten silbernen Fischen; vorn zwei schräg gekreuzte schwarze Dreschflegel; hinten eine rote Kirche mit zwei Rundbogenfenstern und einem Hallenanbau mit einem rechteckigen Fenster.“

## Baudenkmale

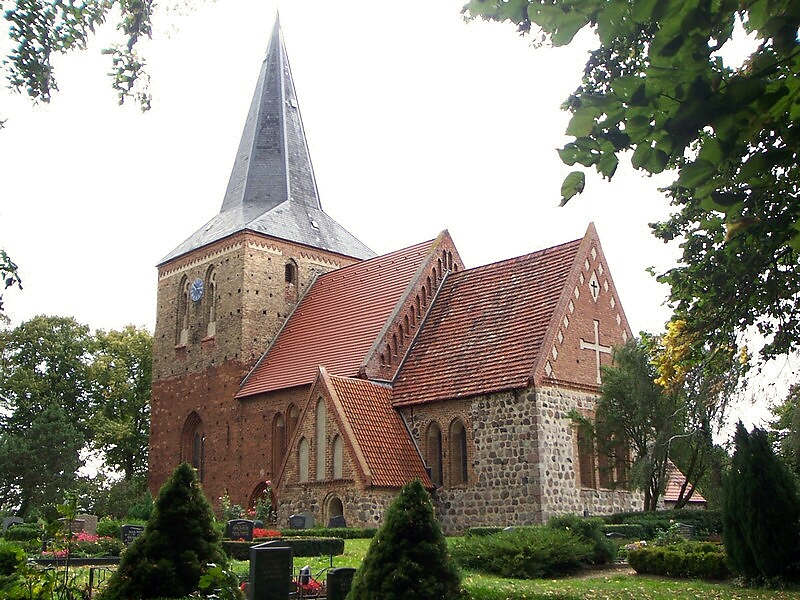
Dorfkirche Hohen Sprenz

## Wirtschaft und Infrastruktur
Neben der Landwirtschaft, die das Gebiet prägt, ist Hohen Sprenz heute wegen der günstigen Infrastruktur ein attraktiver Wohnstandort (Nähe Rostock, Güstrow und Flughafen Rostock-Laage). In der Gemeinde gibt es eine Kindertagesstätte und eine Pension.

### Verkehrsanbindung
Durch die Gemeinde führt die Verbindungsstraße von Schwaan nach Laage. Der Autobahnanschluss Laage an der A 19 ist nur 8 km von Hohen Sprenz entfernt, der Flughafen 6 km. Der nächste Bahnhof befindet sich in der Stadt Schwaan (Strecken Rostock–Güstrow und Rostock–Schwerin).

## Persönlichkeiten
- Wilhelm Josephi (1796–1845), Arzt und Hochschullehrer in Rostock, starb in Hohen Sprenz
- Fritz Kühl (* 1935), Leichtathlet
- Saskia Valencia (* 1964), Schauspielerin und Fernsehmoderatorin, hat ihre Kindheit in Hohen Sprenz verbracht

## Belege
1. ↑  Statistisches Amt M-V – Bevölkerungsstand der Kreise, Ämter und Gemeinden 2023 (XLS-Datei) (Amtliche Einwohnerzahlen in Fortschreibung des Zensus 2022) (Hilfe dazu).
2. ↑  www.amt-laage.de (Memento des Originals vom 18. Mai 2021 im Internet Archive)  Info: Der Archivlink wurde automatisch eingesetzt und noch nicht geprüft. Bitte prüfe Original- und Archivlink gemäß Anleitung und entferne dann diesen Hinweis.
3. ↑  Zweckverband Kommunale Datenverarbeitung Oldenburg(ZKO)
4. ↑  Zweckverband Kommunale Datenverarbeitung Oldenburg(ZKO)